# Führer

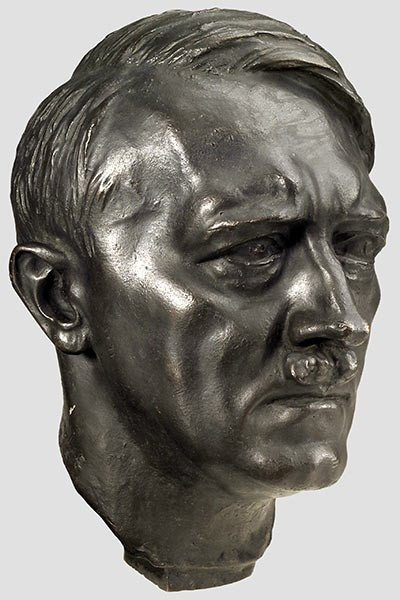
Buste van Adolf Hitler gemaakt door Arno Breker. Tijdens het nazi-bewind in Duitsland stond in veel regeringsgebouwen, gemeentehuizen en rechtszalen op een prominente plaats een kopie van deze buste van Der Führer opgesteld.

Führer (Duits voor leider, gids, voerman) is de Duitse titel waarmee Adolf Hitler wordt aangeduid. 

## Gebruik van de term
Hij voerde deze titel al binnen zijn partij, de NSDAP, en kreeg hem op regeringsniveau na de dood van Paul von Hindenburg op 2 augustus 1934, toen hij naast de functies van rijkskanselier (de regeringsleider) ook de functie van Rijkspresident (het staatshoofd van Duitsland) bemachtigde. Door de vereniging van deze functies in zijn hand was Hitler vanaf die tijd de facto de dictator van Duitsland: hij bepaalde nu alleen wat er gebeurde in het land. De term was afgeleid van de term Duce (hertog, leider) die Benito Mussolini voor zichzelf gebruikte.
Het Führerprinzip, in het Nederlands leidersbeginsel, was een van de pijlers van een fascistische staat. Burgerlijke organisaties (gemeenten, culturele organisaties, sportverenigingen, politieke partijen) kregen hierin van staatswege een leider opgedrongen. Burgers dienden die boven hen gestelde leider onvoorwaardelijk te gehoorzamen. De benoemde leider was uiteindelijk verantwoording schuldig aan het staatshoofd, i.e. de dictator. 
De opvolger van Hitler was Karl Dönitz maar deze droeg niet de titel Führer. Hij trad na de dood van Hitler aan als alleen rijkspresident, dus staatshoofd, omdat Hitler in zijn testament had bepaald dat er maar één 'führer' (hijzelf) kon zijn in de Duitse geschiedenis. Hitlers propagandaminister Joseph Goebbels was door Hitler aangesteld als zijn opvolger als regeringsleider (rijkskanselier) maar deze pleegde vlak na Hitlers zelfmoord eveneens zelfmoord.
De Nederlander Anton Mussert mocht zich in 1942 leider van het Nederlandse volk noemen. Ook andere dictators voerden soortgelijke titels, zoals Francisco Franco (Caudillo) en de Kroaat Ante Pavelić (Poglavnik). Variant hierop was die van Mao Zedong die zich als roerganger de leider van het schip noemde.

## Negatief imago van de term
Van de negatieve connotatie die het woord Führer in het Nederlands heeft, onder andere door de in Nederland begane oorlogsmisdaden door de Duitse bezetters in naam van de 'Führer', is in het Duits veel minder sprake. Het woord betekent nog altijd gewoon leider, gids, aanvoerder of bestuurder. Führer is mannelijk, de vrouwelijke variant is Führerin.